# Roodstaartmuistimalia
De roodstaartmuistimalia (Malacocincla abbotti) is een zangvogel uit de familie Pellorneidae. Deze vogel is genoemd naar zijn ontdekker, de Amerikaanse natuuronderzoeker William Louis Abbott.

## Verspreiding en leefgebied
Deze soort komt voor van Nepal tot Borneo en telt acht ondersoorten:
- M. a. abbotti: van de oostelijke Himalaya tot centraal Maleisië.
- M. a. krishnarajui: oostelijk India.
- M. a. williamsoni: van oostelijk Thailand tot zuidelijk Vietnam.
- M. a. obscurior: zuidoostelijk Thailand en zuidwestelijk Cambodja.
- M. a. altera: centraal Laos en centraal Vietnam.
- M. a. olivacea: zuidelijk Maleisië en Sumatra.
- M. a. concreta: Borneo en Billiton.
- M. a. baweana: Bawean (noordelijk van Java).

## Status
De grootte van de populatie is niet gekwantificeerd maar de soort wordt omschreven als vrij algemeen. Op de Rode lijst van de IUCN heeft deze soort de status niet bedreigd.